# Константа Лежандра
Константа Лежандра — это математическая константа, появляющаяся в гипотетической формуле, предложенной Адриеном Мари Лежандром для асимптотического поведения функции распределения простых чисел {\displaystyle \pi (x)}. Сейчас известно, что это число в точности равно 1. 
Изучение доступных численных данных для простых чисел привели Лежандра к предположению, что {\displaystyle \pi (x)} удовлетворяет аппроксимационной формуле.
Лежандр в 1808 предположил, что
{\displaystyle \pi (x)={\frac {x}{\ln(x)-B(x)}}},
где {\displaystyle \lim _{x\to \infty }B(x)=1,08366}….(A228211).
Или, аналогично
{\displaystyle \lim _{n\to \infty }\left(\ln(n)-{n \over \pi (n)}\right)=B},
где B — константа Лежандра. Он высказал предположение, что B равно примерно 1,08366, но, независимо от его точного значения, из существования B следует теорема о распределении простых чисел.
Пафнутий Львович Чебышёв доказал в 1849, что если предел B существует, он должен быть в точности равен 1. Более простое доказательство дал в 1980 Пинтц.
Из теоремы о распределении простых чисел немедленно следует формула с точным остаточным членом
{\displaystyle \pi (x)={\rm {Li}}(x)+O\left(xe^{-a{\sqrt {\ln x}}}\right)} при {\displaystyle x\to \infty }
(с некоторой положительной константой a, а O(…) — O большое). В 1899 Шарль де ла Валле-Пуссен доказал, что B равно 1. (Теорема о распределении простых чисел была доказана в 1896 независимо Жаком Адамаром и ла Валле-Пуссеном, но без оценки ошибки).
Когда оказалось, что константа Лежандра является столь элементарным числом, понятие константы Лежандра стало иметь, большей частью, лишь историческое значение, но часто (неверно) константа упоминается как имеющая значение 1,08366… .
Пьер Дюзар доказал в 2010
{\displaystyle {\frac {x}{\ln x-1}}<\pi (x)} для {\displaystyle x\geqslant 5393}, и
{\displaystyle \pi (x)<{\frac {x}{\ln x-1.1}}} для {\displaystyle x\geqslant 60184}. Это можно переписать как
{\displaystyle \pi (x)={\frac {x}{\ln(x)-B(x)}}} with {\displaystyle 1<B(x)<1.1}.